# 짱이쩌
짱이쩌(중국어 간체자: 臧一泽, 정체자: 臧一澤, 병음: Zāng Yīzé, 한자음: 장일택, 1999년 9월 8일~)는 중화인민공화국의 쇼트트랙 선수이다.

## 경력
2000년 헤이룽장성 하얼빈에서 태어난 짱이쩌는 2012년에 헤이룽장성 빙상단에 입단하여 쇼트트랙 선수 경력을 시작했다.
2017년 2월 일본 삿포로에서 열린 2017년 동계 아시안 게임에 참가했고 여자 500m 종목에서 일본의 이토 아유코와 대한민국의 최민정을 꺾고 금메달을 차지했다. 또한 여자 3000m 계주 종목에 중국팀의 일원으로 참가하여 은메달을 획득했다.
2025년 2월 하얼빈에서 열린 2025년 동계 아시안 게임에 참가했고 여자 1500m 종목에서 대한민국의 김길리와 중국 대표팀 동료인 궁리의 뒤를 이어 동메달을 획득했다.